# 400-as főút (Magyarország)
A 400-as számú főút Budapesttől délkeletre, Vecsésen és Üllőn áthaladó út megszűnt számozása.

## Fekvése
Budapesttől délkeletre, a 4-es főút régi nyomvonalaként haladt keresztül Vecsésen és Üllőn.

## Története
A 4-es főút korábbi szakasza volt. Amikor elkészült a Vecsést és Üllőt elkerülő szakasz 2005-ben, a régi útszakasz a 400-as számozást kapta. Érdekesség, hogy ugyanebből az okból kapta 1970-es években a 40-es főút a számát, és mivel a 40-es már foglalt volt, ezért a 400-as jelzést kapta ez az út. 
2020 februárjában az elkerülő szakasz az M4-es autóút része lett, ekkor a 400-as főút visszakapta a 4-es számozást.